# Затока Шевченка

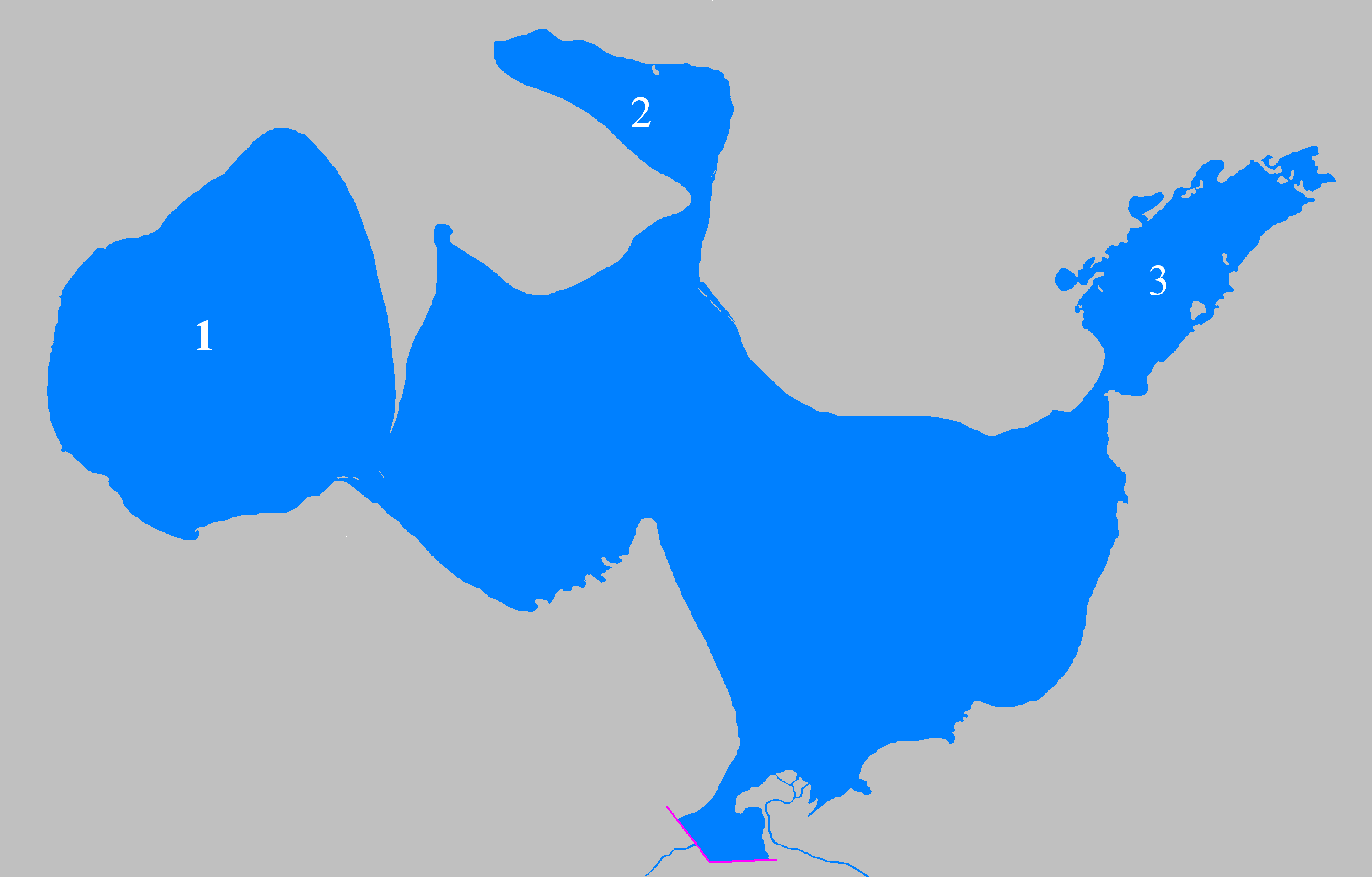
Затока Шевченка на карті Аральського моря(цифра 1)

46°29′42″ пн. ш. 60°10′40″ сх. д. / 46.49500° пн. ш. 60.17778° сх. д.
Затока Шевченка — найбільша затока Північного Аральського моря, розташована в його західній частині.

## Історія
1849 року під керівництвом Олексія Бутакова провели першу наукову експедицію з опису Аральського моря, під час дослідження затока отримала ім'я Паскевича, на честь генерал-фельдмаршала Росії Івана Паскевича.
1961 року затоку перейменували на честь українського поета Тараса Григоровича Шевченка.
Найбільша глибина затоки становить 19 м, середня — 7 м.

## Майбутнє затоки

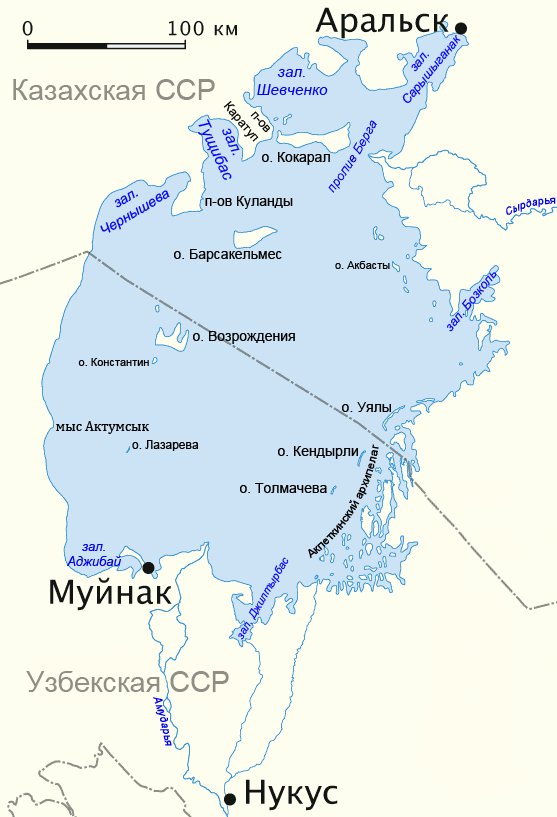
Затока Шевченка на карті Аральського моря 1960 року

У межах другої фази проєкту «Регулювання русла річки Сирдар'ї та збереження Північного Аральського моря» (2010—2015 рр.), що передбачає збільшення обсягу Північного Аралу з 27 км³ до 59 км³ і підйом рівня води до 46 м, планують будівництво гідротехнічних об'єктів у затоці Шевченка.